# Квинт Камурий Нумизий Юниор
Квинт Каму́рий Нуми́зий Ю́ниор (лат. Quintus Camurius Numisius Iunior; умер после 161 года) — древнеримский военный и государственный деятель, занимавший должность консула-суффекта в 161 году.

## Биография
Юниор происходил из знатного рода, известного ещё со времён правления императора Нерона; его родным отцом, по всей видимости, являлся Нумизий Юниор, а в неустановленном году он был усыновлён неким Квинтом Камурием. 
В конце 150-х годов Юниор занимал должность легата VI «Победоносного» легиона, дислоцировавшегося в Британии. В 161 году Юниор находился на посту консула-суффекта совместно с Марком Аннием Либоном.
Известно, что супругой Юниора была Стертиния Кокцея Бассула Венеция Элиана, дочь Стертинии Бассулы, приходившаяся внучкой консулу-суффекту 113 года Луцию Стертинию Норику. В этом браке родились один или два сына, а также дочь.